# Pennatula
Pennatula Linnaeus, 1758 è un genere di ottocoralli della famiglia Pennatulidae.

## Tassonomia
Comprende le seguenti specie:
- Pennatula aculeata Danielssen, 1860
- Pennatula delicata Tixier-Durivault, 1966
- Pennatula fimbriata Herklots, 1858
- Pennatula indica Thomson & Henderson, 1906
- Pennatula mollis Alder, 1867
- Pennatula moseleyi Kölliker, 1880
- Pennatula murrayi Kölliker, 1880
- Pennatula naresi Kölliker, 1880
- Pennatula pearceyi Kölliker, 1880
- Pennatula phosphorea Linnaeus, 1758
- Pennatula prolifera Jungersen, 1904
- Pennatula rubra (Ellis, 1761)